# Николаев, Ярослав Сергеевич
Ярослав Сергеевич Николаев (30 апреля 1899, Шяуляй, Ковенская губерния, Российская империя — 1 июля 1978, Ленинград, СССР) — советский живописец, Заслуженный деятель искусств РСФСР (1956), Народный художник РСФСР (1975), член Ленинградского Союза художников.

## Биография
Родился 30 апреля 1899 года в городе Шавли (Шяуляй) Ковенской губернии в семье юриста.
В 1899—1906 годах жил в Петербурге. В 1906 году семья переехала в Томск, где в 1917 году Ярослав окончил гимназию.
Параллельно с учёбой в гимназии в 1914 году начал заниматься живописью у художника Н. Смолина, ученика Н. Фешина. В 1915—1917 годах посещает двухгодичную школу живописи, занимается в частной студии Казимира Зеленовского, ученика Клода Моне. С 1919 по 1930 год жил и работал в Иркутске.
С 1930 года жил и работал в Ленинграде. Член АХР, с 1932 года член Ленинградского Союза советских художников. Участвовал в выставках с 1927 года. Из созданных в этот период работ наиболее известна «Колчаковщина» (1936, утрачена).
В годы войны оставался в Ленинграде. В 1948—1951 годах возглавлял Ленинградский Союз советских художников. В 1956 году присвоено почётное звание Заслуженный деятель искусств РСФСР. В 1975 году присвоено почётное звание Народный художник РСФСР.
Награжден медалью «За оборону Ленинграда».
Участник блокадных выставок ленинградских художников. Из созданных в этот период работ наиболее известны «Площадь Урицкого» (1941—1942, ГРМ), «Автопортрет» (1942, ГРМ), «Портрет М. Г. Петровой» (1942, частное собрание), «Блокадные зарисовки» (1941 год, собрание семьи художника).
В послевоенные годы создал ряд жанровых и исторических картин, которые принесли Николаеву известность, среди них «На Большую землю» (1945), «Ветер Родины» (1947), «На острую тему» (1954), «На всём пути народ стоял» (1957), «Декрет о земле» (1967) и другие. В 1960—1970-е годы вновь преимущественно работал в жанре портрета, среди работ этого периода наиболее известны «Портрет академика П. Куприянова» (1964), «Портрет генерал-лейтенанта медицинской службы В. И. Воячека» (1971).
Будучи убежденным публицистом и борцом за сохранение бесценных культурных памятников Северной столицы, народный художник РСФСР Ярослав Николаев по праву занял достойное место в истории изобразительного искусства Санкт-Петербурга: «Белая ночь» (1975).
Скончался в Ленинграде 1 июля 1978 года на 80-м году жизни. Похоронен в Санкт-Петербурге на Богословском кладбище.

## Семья
Жена (с мая 1943 по 1978) — Мария Григорьевна Петрова (1906—1992), Народная артистка РСФСР, диктор, режиссёр, 60 лет проработавшая в литературной редакции на ленинградском радио. Похоронена в Санкт-Петербурге на Богословском кладбище рядом с мужем.
- Падчерица — Лариса (род. 1934)
  - Трое внуков

## Память
Произведения Я. С. Николаева находятся в Государственном Русском музее, в музеях и частных собраниях в России, Великобритании, Франции, Японии и других странах. Известны живописные и графические портреты Я. С. Николаева, исполненные ленинградскими художниками, в том числе Ю. Тулиным (1971), Пен Варленом (1978).

## Интересные факты
- В 1920 году в Иркутске встречался и беседовал с проживавшим там чешским писателем-классиком Ярославом Гашеком, который, по его словам, давал читать ему обширные наброски из продолжения своего романа — «Швейк в стране большевиков».
- По словам М. С. Давидсон, жены художника Ю. Н. Тулина, близко друживших долгие годы с Я. С. Николаевым и М. Г. Петровой, «Ярослав Сергеевич принадлежал к одной из ветвей царской семьи, которой удалось уцелеть и сбежать в Сибирь. Ему было в то время лет восемнадцать. От близких друзей Ярослав Сергеевич не скрывал своего происхождения, но и афишировать его было опасно».

## Выставки
- 1957 год (Ленинград): 1917 - 1957. Выставка произведений ленинградских художников.
- 1960 год (Ленинград): Выставка произведений ленинградских художников.
- 1964 год (Ленинград): Ленинград. Зональная выставка.
- 1965 год (Москва): Советская Россия. Вторая Республиканская художественная выставка.
- 1967 год (Москва): Советская Россия. Третья Республиканская художественная выставка.
- 1971 год (Ленинград): Наш современник. Каталог выставки произведений ленинградских художников 1971 года.
- 1975 год (Ленинград): Наш современник. Зональная выставка произведений ленинградских художников.
- 1976 год (Москва): Изобразительное искусство Ленинграда.
- 1984 год (Ленинград): Подвигу Ленинграда посвящается. Выставка произведений ленинградских художников, посвящённая 40-летию полного освобождения Ленинграда от вражеской блокады.
- 1997 год (Петербург): Связь времён. 1932—1997. Художники — члены Санкт-Петербургского Союза художников России .